# Old fashioned pohár

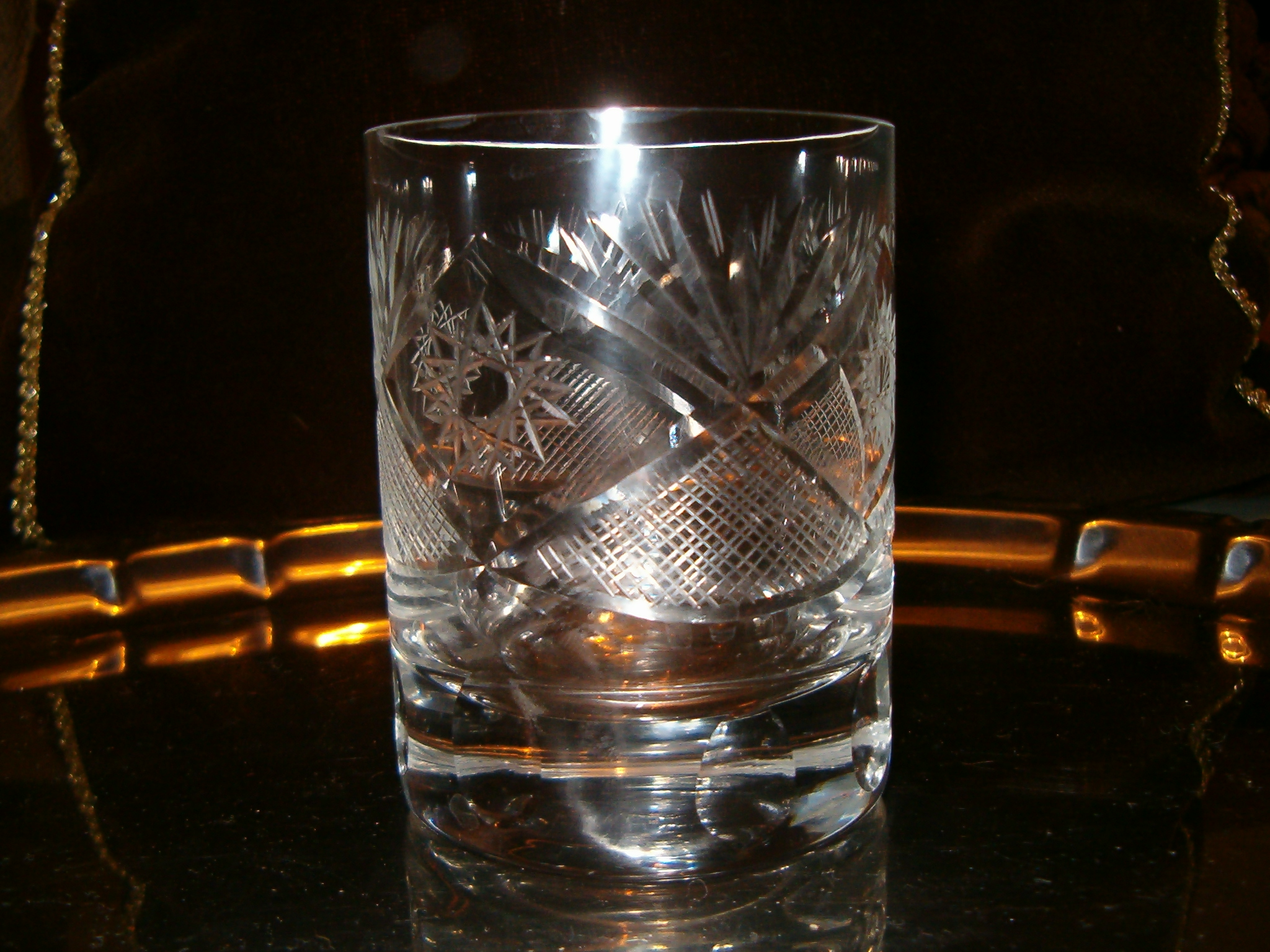
old fashioned pohár

A Old fashioned pohár talpatlan, általában hengeres, néha szögletes formájú pohár, amely magas alkoholtartalmú italok: whiskyk, koktélok jégkockával készülő felszolgálásához használatos, a talp nélküliek, kimondottan vastag aljazattal rendelkeznek. A pohár fala vékony, alacsony és általában széles.
Whisky-t és 5-15 cl-es koktélokat fogyaszthatunk belőle, jégkockával és díszítéssel. További jellegzetessége, hogy (a talpas változat talpát a méretezésben figyelmen kívül hagyva) alapjának átmérőjénél magassága nem sokkal nagyobb, tehát emiatt egyrészt viszonylag masszívnak és alacsonynak hat, másrészt pedig a legnehezebben feldönthető poharak kategóriájába is joggal sorolható. 
Gyakori változatainak mérete angolszász mértékegységekkel:
- 3-3/8" magasság
- 2-7/8" felső átmérő
- 2-3/4" alsó átmérő
- 6-3/4 oz űrtartalom

## Külső hivatkozások
- Mr. Mixer Old Fashioned pohár (képekkel)
- Népszerűbb old fashioned italok listája Archiválva 2005. augusztus 18-i dátummal a Wayback Machine-ben